# Метод Чугаева — Церевитинова
Метод Чугаева-Церевитинова — способ определения активного (подвижного) водорода в органических соединениях, разработанный Ф. В. Церевитиновым (совместно с Л. А. Чугаевым) в 1902—1907. Раствор исследуемого соединения в абсолютном диэтиловом или диизоамиловом эфире, анизоле либо пиридине смешивают с реактивом Гриньяра; при этом протекает реакция
{\displaystyle {\mathsf {RH+CH_{3}MgI\rightarrow RMgI+CH_{4}}}}
Объём выделившегося метана измеряют в бюретке, наполненной ртутью. Метод применяют для определения спиртов, фенолов, тиолов, карбоновых к-т, аминов, монозамещённых производных ацетилена и т. п. Точность определения 3-5 %. Метод не специфичен, так как активный водород содержат многие вещества, в том числе вода.
Метод имеет в основном историческое значение.